# Бжезіни (Мінський повіт)
Бжезіни (пол. Brzeziny) — село в Польщі, у гміні Галінув Мінського повіту Мазовецького воєводства.
Населення — 195 осіб (2011).
У 1975-1998 роках село належало до Варшавського воєводства.

## Демографія
Демографічна структура станом на 31 березня 2011 року:
|          | Загалом | Допрацездатний вік | Працездатний вік | Постпрацездатний вік |
| -------- | ------- | ------------------ | ---------------- | -------------------- |
| Чоловіки | 95      | 15                 | 67               | 13                   |
| Жінки    | 100     | 20                 | 62               | 18                   |
| Разом    | 195     | 35                 | 129              | 31                   |